# Hojai
Hojai é uma cidade e um município no distrito de Nagaon, no estado indiano de Assam.

## Geografia
Hojai está localizada a 26° 00′ N, 92° 52′ L. Tem uma altitude média de 59 metros (193 pés).

## Demografia
Segundo o censo de 2001, Hojai tinha uma população de 35 722 habitantes. Os indivíduos do sexo masculino constituem 53% da população e os do sexo feminino 47%. Hojai tem uma taxa de literacia de 78%, superior à média nacional de 59,5%: a literacia no sexo masculino é de 83% e no sexo feminino é de 74%. Em Hojai, 11% da população está abaixo dos 6 anos de idade.